# کروموزوم ۲ (انسان)

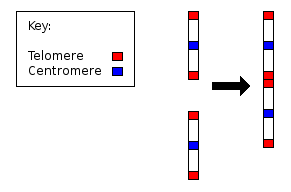
Fusion of ancestral chromosomes left distinctive remnants of telomeres, and a vestigial centromere

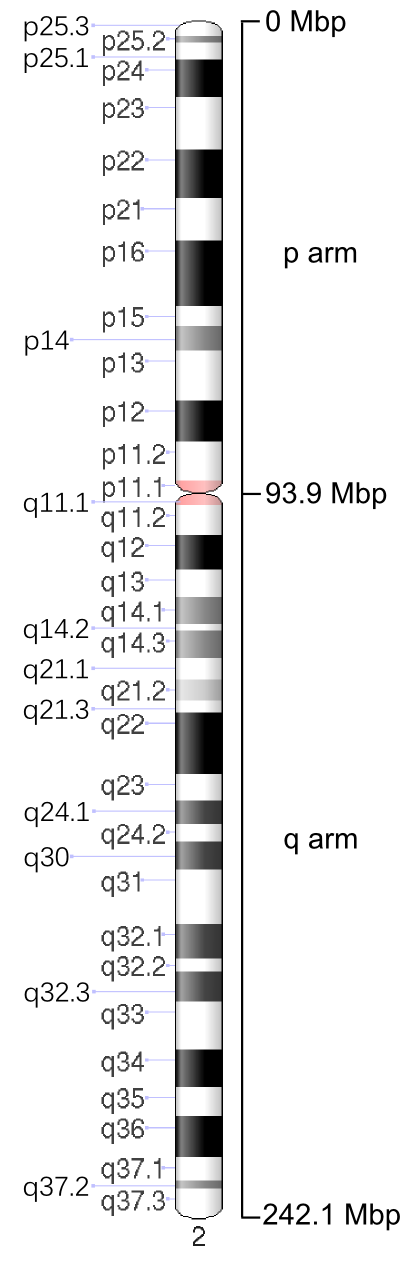
Ideogram of human chromosome 2. Mbp means mega base pair. See locus for other notation.

کروموزوم ۲ (انسان)، یکی از ۲۳ جفت کروموزوم در انسان است. انسان به طور معمول دارای دو نسخه از این کروموزوم است که در بزرگی در میان کروموزوم‌های انسانی دومین است. کروموزوم ۲ انسان بیش از ۲۴۲ میلیون جفت باز (موادی که دی‌ان‌ای DNA از آن ساخته‌شده) را پوشش داده و نمایندهٔ نزدیک به ۸ درصد از کل دی‌ان‌اِی در سلول‌های انسانی‌است.
شناسایی چبود هویت ژن‌ها در هر کروموزوم یکی از زمینه‌های فعال در پژوهش‌های ژنتیکی است. از آنجا که پژوهش‌گران از روش‌های مختلفی برای پیش‌بینی تعداد ژن در هر کروموزوم استفاده می‌کنند، شمار تخمینی ژن‌ها متفاوت است. دانشمندان بر این باورند که کروموزوم ۲ در بر گیرندهٔ دست کم ۱۴۹۱ ژن باشد (این رقم رو به افزایش اکنون ۲۴۷۸است)، که خوشهٔ ژنی جعبهٔ ریخت‌سازِ اچ‌اُ‌ایکس‌دی (homeobox HOXD)
را هم شامل می‌شود.